# (4019) Klavetter
(4019) Klavetter (1981 EK14) – planetoida z pasa głównego asteroid okrążająca Słońce w ciągu 3,58 lat w średniej odległości 2,34 j.a. Odkryta 1 marca 1981 roku.